# Scheifling (Gemeinde Sankt Georgen am Längsee)
Scheifling ist eine Ortschaft in der Gemeinde St. Georgen am Längsee im Bezirk Sankt Veit an der Glan in Kärnten (Österreich). Die Ortschaft hat 73 Einwohner (Stand 1. Jänner 2024). Sie liegt auf dem Gebiet der Katastralgemeinde Goggerwenig.

## Lage
Die Ortschaft liegt nordöstlich des Bezirkshauptortes Sankt Veit an der Glan, im Westen der Gemeinde Sankt Georgen am Längsee, einige hundert Meter nördlich der Burg Taggenbrunn.

## Geschichte
Um 1890 wurden in Scheifling mehr als 100 römische Silbermünzen gefunden.
Auf dem Gebiet der Steuergemeinde Goggerwenig liegend, gehörte der Ort in der ersten Hälfte des 19. Jahrhunderts zum Steuerbezirk Osterwitz. Seit Gründung der Ortsgemeinden im Zuge der Reformen nach der Revolution 1848/49 gehört die Ortschaft zur Gemeinde Sankt Georgen am Längsee.
Der Wurzerhof im Süden der Ortschaft wird seit den 1920er-Jahren nach den Methoden der Biologisch-dynamischen Landwirtschaft geführt. Erhard Bartsch war 1930 auf dem Hof zu Besuch; er heiratete eine der Töchter der Familie Wurzer und führte den Wurzerhof ab 1950. Zum Hof gehören auch ein Waldorfkindergarten und eine Ausbildungsstätte für Jugendliche mit Lernschwierigkeiten.

## Bevölkerungsentwicklung
Für die Ortschaft zählte man folgende Einwohnerzahlen:
- 1869: 8 Häuser, 73 Einwohner[3]
- 1880: 10 Häuser, 75 Einwohner[4]
- 1890: 8 Häuser, 71 Einwohner[5]
- 1900: 8 Häuser, 70 Einwohner[6]
- 1910: 5 Häuser, 47 Einwohner[7]
- 1923: 5 Häuser, 35 Einwohner[8]
- 1934: 33 Einwohner[9]
- 1961: 8 Häuser, 42 Einwohner[10]
- 2001: 23 Gebäude (davon 19 mit Hauptwohnsitz) mit 25 Wohnungen; 80 Einwohner und 24 Nebenwohnsitzfälle; 23 Haushalte; 2 Arbeitsstätten, 5 land- und forstwirtschaftliche Betriebe[11]
- 2011: 25 Gebäude, 80 Einwohner, 23 Haushalte, 4 Arbeitsstätten[12]
- 2021: 28 Gebäude, 75 Einwohner, 25 Haushalte, 5 Arbeitsstätten[13]

## Persönlichkeiten
- Erhard Bartsch (1895–1960), Pionier der Biologisch-dynamischen Landwirtschaft, lebte ab 1950 am Wurzerhof in Scheifling.